# Gilad Atzmon
Gilad Atzmon (Tel-Aviv, 1963. június 9. –) izraeli születésű brit dzsesszszaxofonista, író és politikai aktivista.

## Életpályája
Atzmon szekuláris izraeli családban született Tel-Avivban, de Jeruzsálemben nőtt fel.
Atzmon érdeklődését a jazz iránt olyan brit zenészek művei keltették fel, mint Ronnie Scott és Tubby Hayes, akiktől talált néhány lemezt egy jeruzsálemi lemezboltban a hetvenes években.  Akkoriban Londont tartotta a "jazz-zene Mekkájának". 17 éves korában viszont, amikor a hadseregbe készült, meghallott egy rádióadást, amelyben Charlie Parkert sugároztak, és ez az élmény rendkívüli hatással volt rá. Később azt mondta, hogy Parker zenéje "szép is volt, és egyben lázító is, sütkérezett a húrok között, de egyben küzdött is ellenük". Ezután Atzmon elrohant a jeruzsálemi Piccadilly lemezboltba, és megvette az összes elérhető beboplemezt. Két nap múlva megvette első szaxofonját.
Atzmont önéletrajzi könyve szerint, az izraeli védelmi erők (Israeli Defense Forces, IDF) 1981 júniusában besorozták, először mint katonai ápoló szolgált, és részt vett az 1982-es libanoni háborúban. Később áthelyezték az IDF zenekarába, ahol katonai szolgálatának nagy részét az izraeli légierők zenekaránál töltötte.  Leszerelése után, 1984-ben, Európába utazott, ahol utcai zenészként élt.

## Zenei karrierje

### Kezdetek
Az 1980-as évek végén a jeruzsálemi Rubin Zeneakadémián tanult.   Az 1980-as és 1990-es években Atzmon egy népszerű alkalmi zenész (session musician) és producer volt, olyan izraeli művészekkel lépett föl, mint Yehuda Poliker, Yardena Arazi, Si Himan, Meir Banai és Ofra Haza.  Ezenkívül létrehozta a Gilad Atzmon kvartett első felállását, valamint egy másik együttest, a  Spiel Acid Jazz Band-et, izraeli dzsessz-zenészekkel, és rendszeresen fellépett a Red Sea Jazz Festivalon.
1194-ben Atzmon az USA-ba akart menni tanulni, de végül az Egyesült Királyságba ment, az Essexi egyetemre, ahol filozófiából mesterfokozatot szerzett.   2002-ben felvette a brit állampolgárságot, és egyben lemondott az izraeli állampolgárságról is.

## Magyarul megjelent művei
- A bolygó kicsoda? Tanulmány a zsidó identitáspolitikáról; Publio, Hédervár, 2019